# Iranrud
 (octobre 2017).
Le contenu est difficilement compréhensible vu les erreurs de traduction, qui sont peut-être dues à l'utilisation d'un logiciel de traduction automatique.

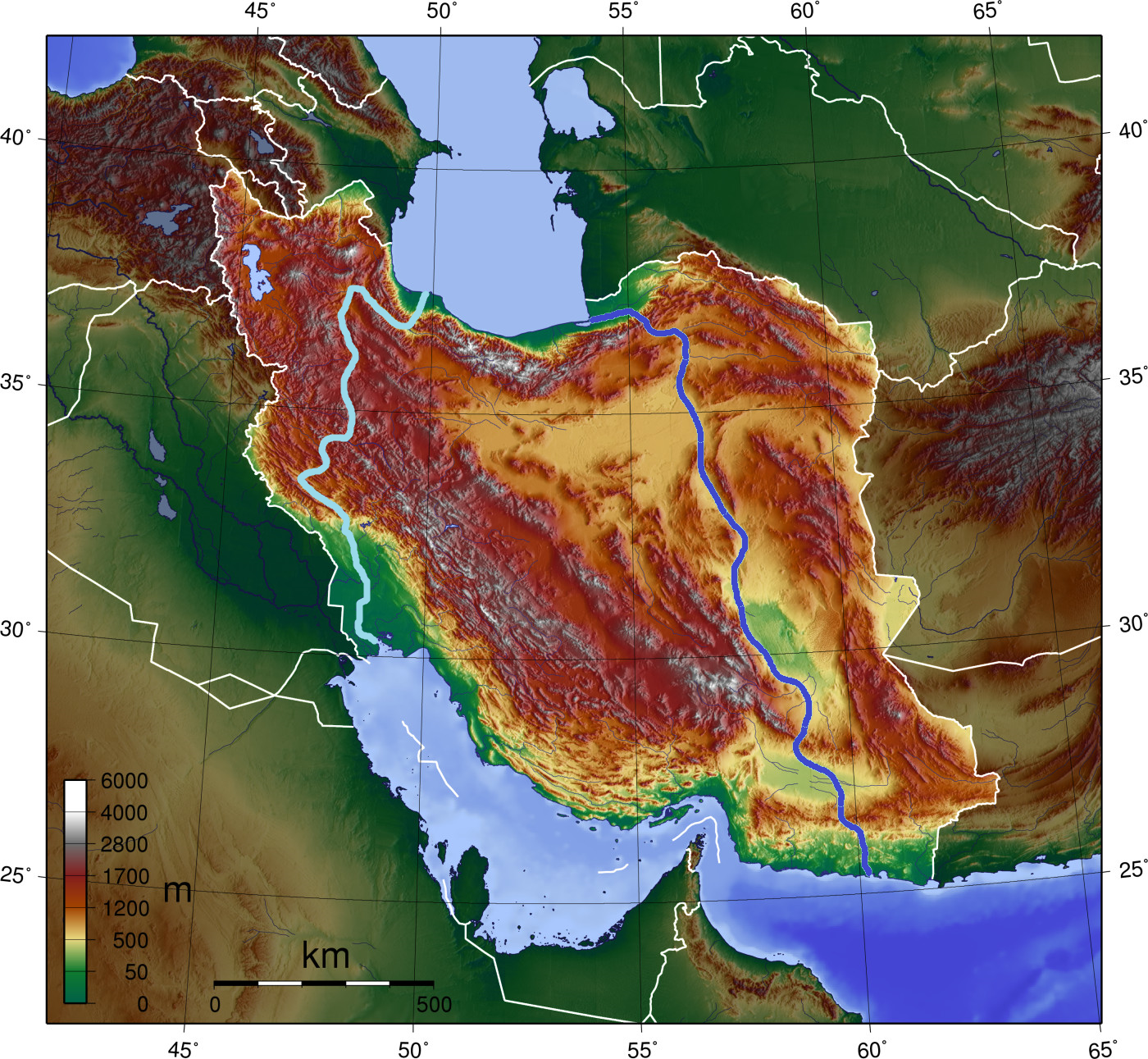
Deux itinéraires suggérés pour Iranrud

Iranrud, qui signifie la « rivière de l'Iran », était un plan pour construire un canal de la mer Caspienne à l'océan Indien. 

## Origines
L'Union soviétique, ayant seulement un accès direct aux mers froides, était très désireuse de réaliser ce projet parce que d'autres moyens d'atteindre les mers chaudes, le Bosphore et les Dardanelles, étaient sous le contrôle de la Turquie, pays de l'OTAN, et le canal de Suez était contrôlé par l'Égypte, également alliée des Américains.
Il y avait deux itinéraires principaux envisagés pour ce projet :
- le trajet le plus direct, de 950 km, entre le sud-ouest de la mer Caspienne, et l'extrémité nord du golfe Persique,
- un trajet plus long, à l'est du premier, d'environ 1 500 km au total, situé entre le sud-est de la mer Caspienne et le golfe d'Oman.

## Routes
La route occidentale, qui suit à peu près la distance aérienne la plus courte entre les deux côtes, s'étend sur une longueur totale d'environ 950 km depuis l'extrémité nord du golfe Persique jusqu'au sud-ouest de la mer Caspienne. Le chenal irait vers le sud à Arvand Rud et Karoun (~ 300 km), et au nord par Safid Rud (~ 50 km). Le bassin fluvial mentionné était partiellement navigable et il serait nécessaire de réguler le débit. Dans la partie centrale, le canal s'étendrait à travers une haute vallée de montagne d'une longueur d'environ 600 km. Les principaux avantages de la route occidentale sont la distance plus courte entre les mers, le passage des plaines du Khuzestan et du Guilan, le débit partiel des rivières, la possibilité d'utiliser plus de lacs artificiels et un approvisionnement en eau plus facile pour le climat humide et nombreux cours d'eau. Cependant, le principal inconvénient de cet itinéraire est le passage à travers les chaînes montagneuses du Zagros et d'Alborz, notamment dans les provinces du Kurdistan et du Hamadan où il faut inévitablement passer au-dessus de 1800 m. La route de l'Ouest a été mentionnée uniquement comme une option et aucune étude plus détaillée n'a été réalisée car les spécialistes donnaient un grand avantage à une route de l'Est jugée plus flexible.
La route orientale s'étend des rives du golfe d'Oman à la côte sud-est de la mer Caspienne, totalisant entre 1 465 et 1 600 km. Ce passage a été proposé pour la première fois par l'ingénieur H. Farzad en 1966, et prévoit la canalisation à travers la dépression de Hamun-Dzaz-Murjan, Dašt-e Lut et Dašt-e Kavira. À la fin des années 1990, les ingénieurs iraniens pour la destination finale du sud avaient planifié la région de Bandar Abas, plus précisément la vallée du Minab, puis la route vers les vallées de Macao du fleuve Kašan à Džaskanski ou Kahir en Čabaharský okrug,,. Les experts russes, dans les années 2000, indépendants des plans iraniens, ont élaboré des plans préliminaires pour le canal de transition massif, a également vu Bandar Abas comme le point indo-indien ultime. Les vallées de ces deux rivières croisent la masse de Bašakerd et conduisent à Hamun-Džaz-Murjan, la partie la plus méridionale du plateau d'Iranska ou dépression dont les zones frontalières est et nord sont prévues pour la route d'environ 600 m n. v. Le chenal traverserait la zone autour d'Iranhahera et l'une de ses importantes sources d'approvisionnement serait la rivière Bampur.